# فی کربی
فی کربی (انگلیسی: Faye Kirby؛ زادهٔ ۵ آوریل ۲۰۰۴) بازیکن فوتبال اهل انگلستان است که در پست دروازه‌بان برای باشگاه لیورپول در سوپر لیگ زنان انگلستان بازی می‌کند.
وی همچنین در تیم‌های ملی فوتبال زیر ۱۶ سال زنان انگلستان, زیر ۱۷ سال زنان انگلستان, زیر ۱۸ سال زنان انگلستان، و زیر ۱۹ سال زنان انگلستان بازی کرده است.